# ترگونک
ترِگَن (به فرانسوی: Trégunc) یک کومون در فرانسه است که در کوکارنو واقع شده‌است.

## خصوصیات
ترِگَن ۵۰٫۶۱ کیلومترمربع مساحت و ۶٬۷۹۹ نفر جمعیت دارد.

## نگارخانه

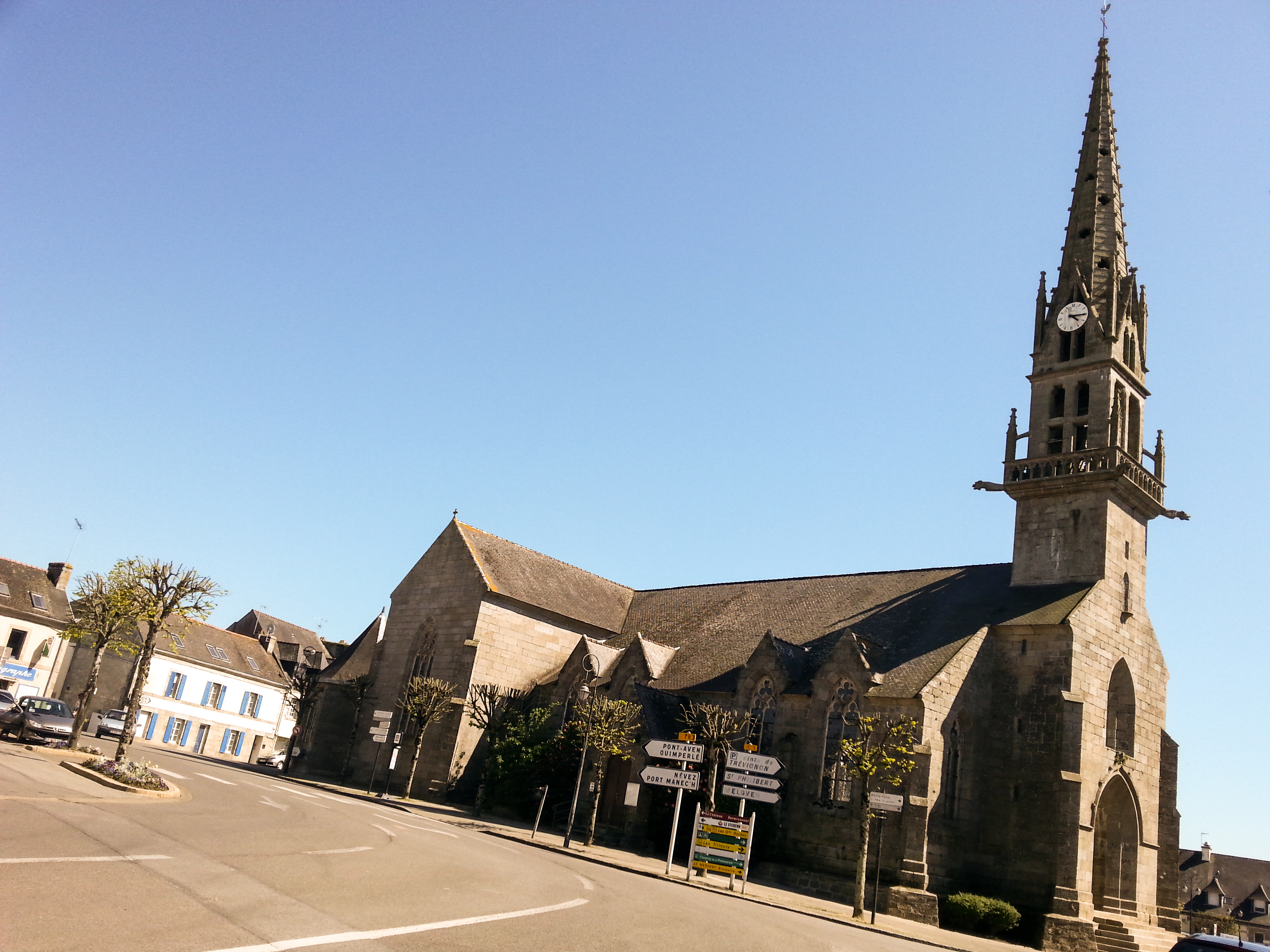
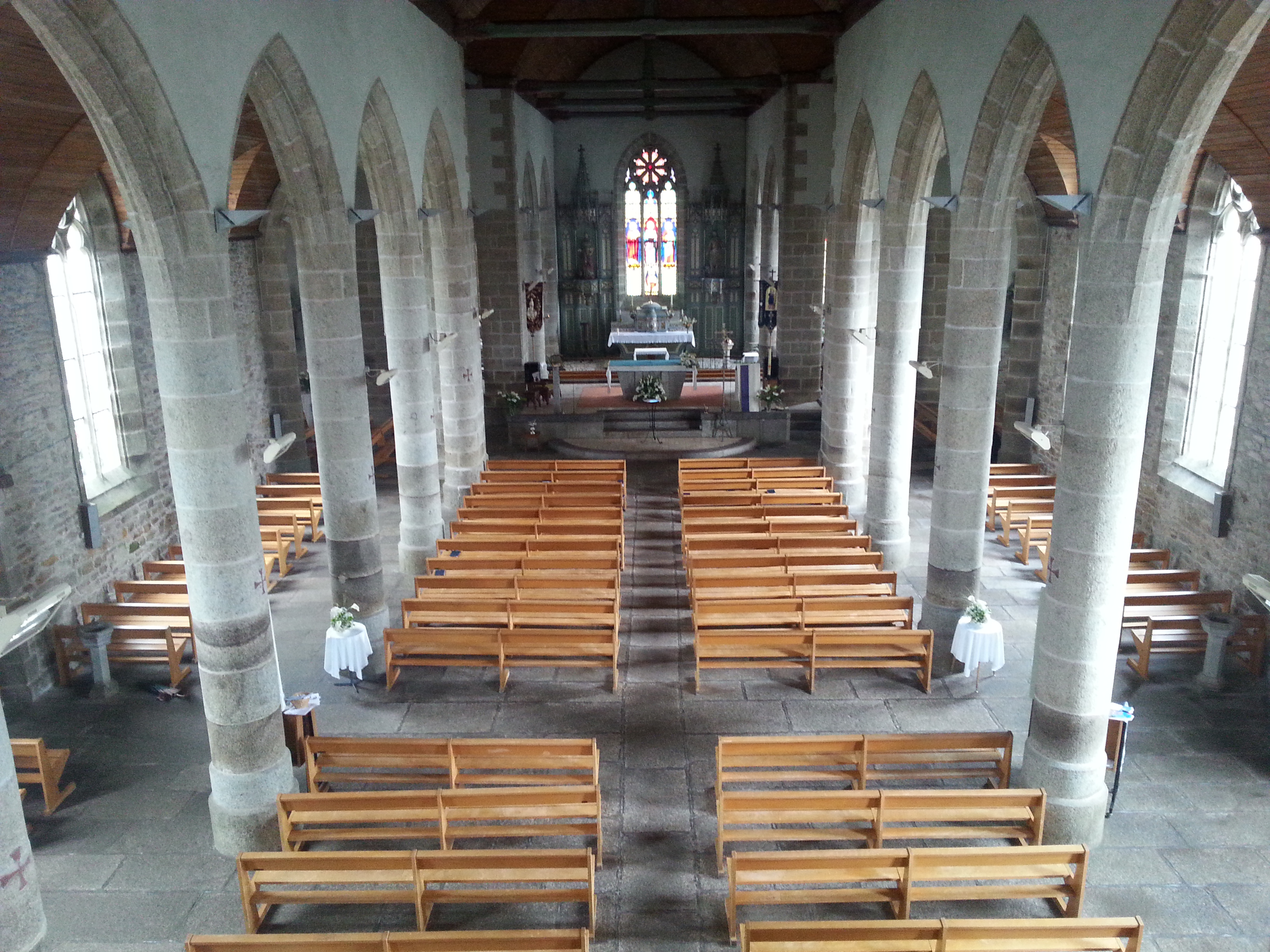
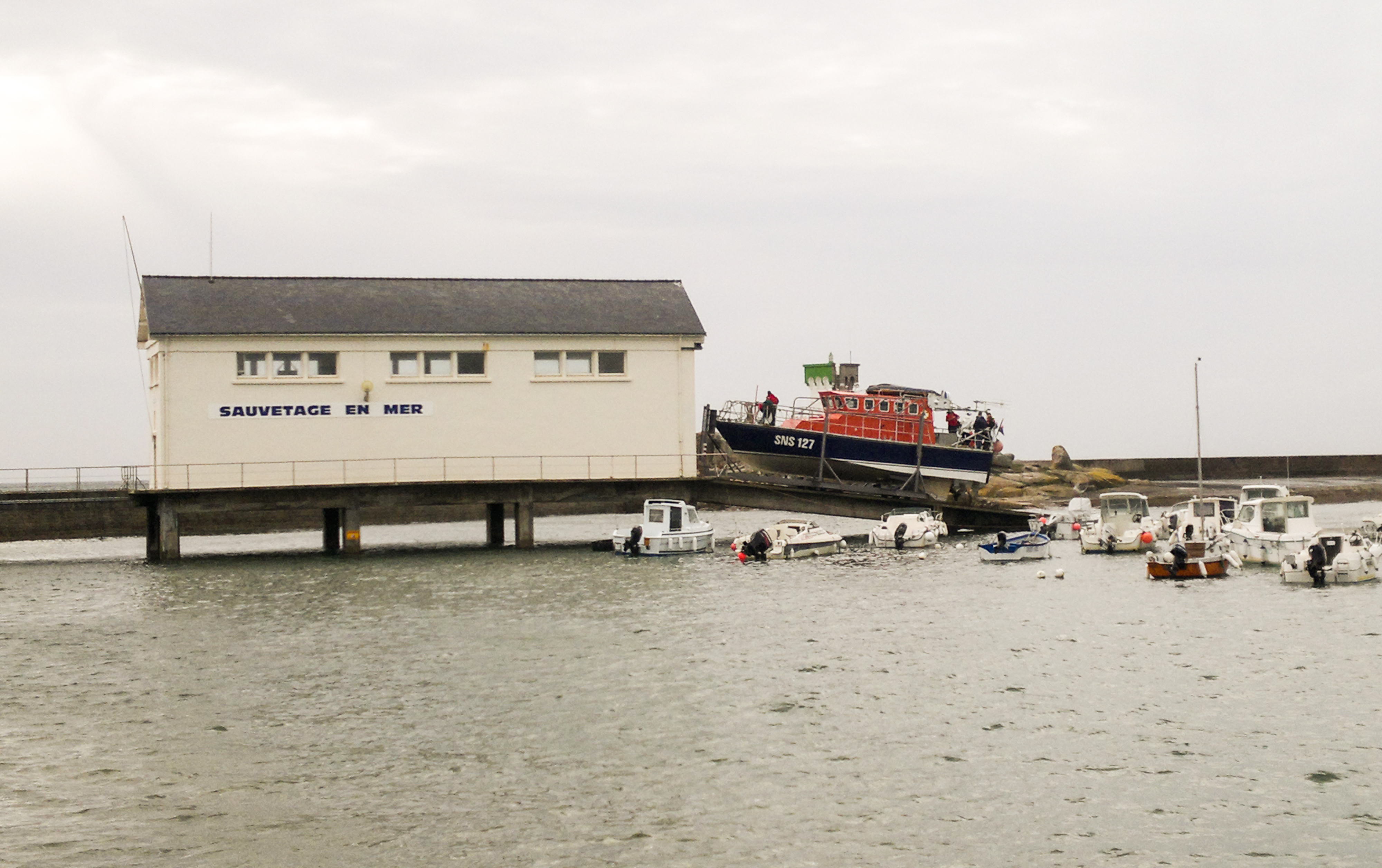
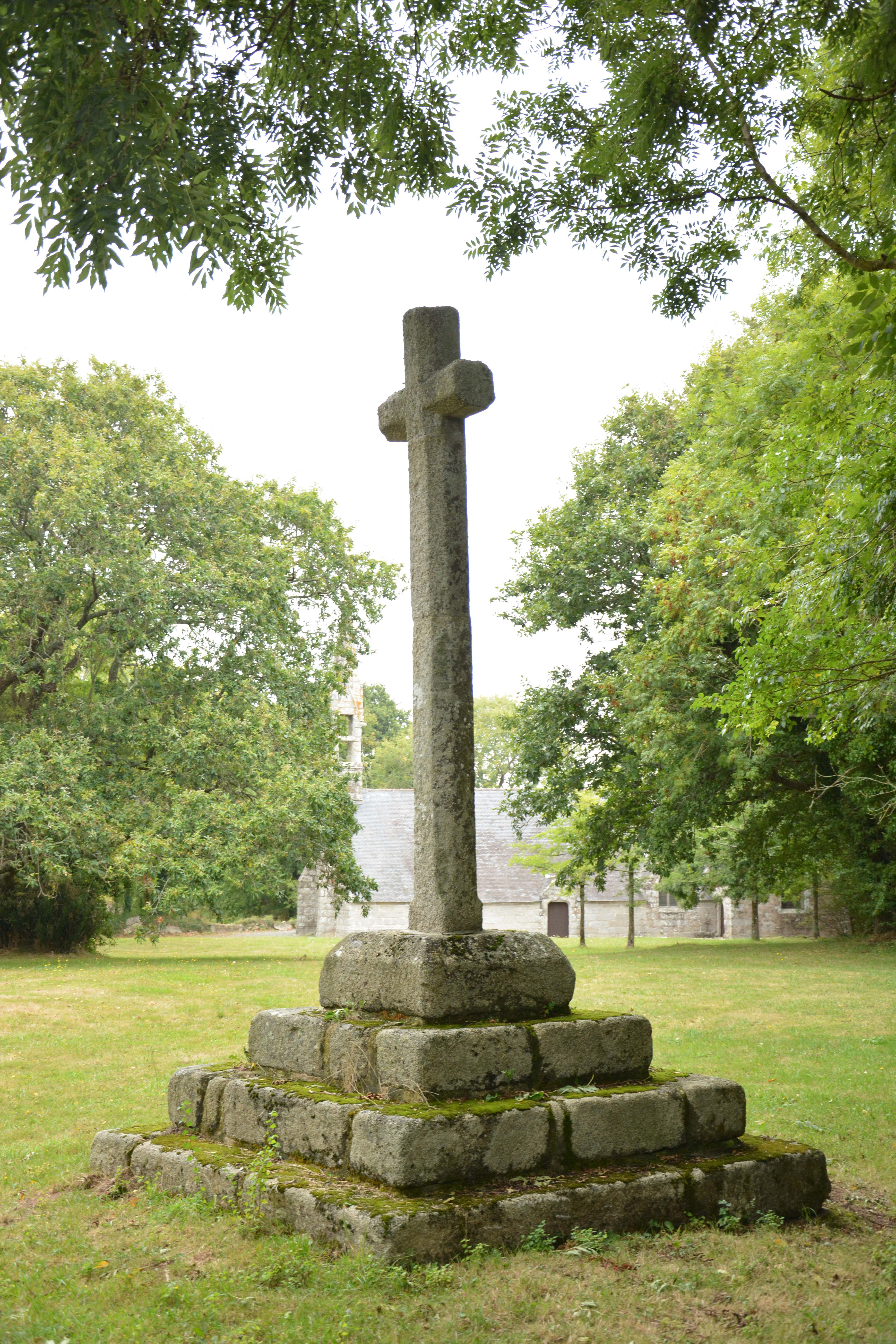
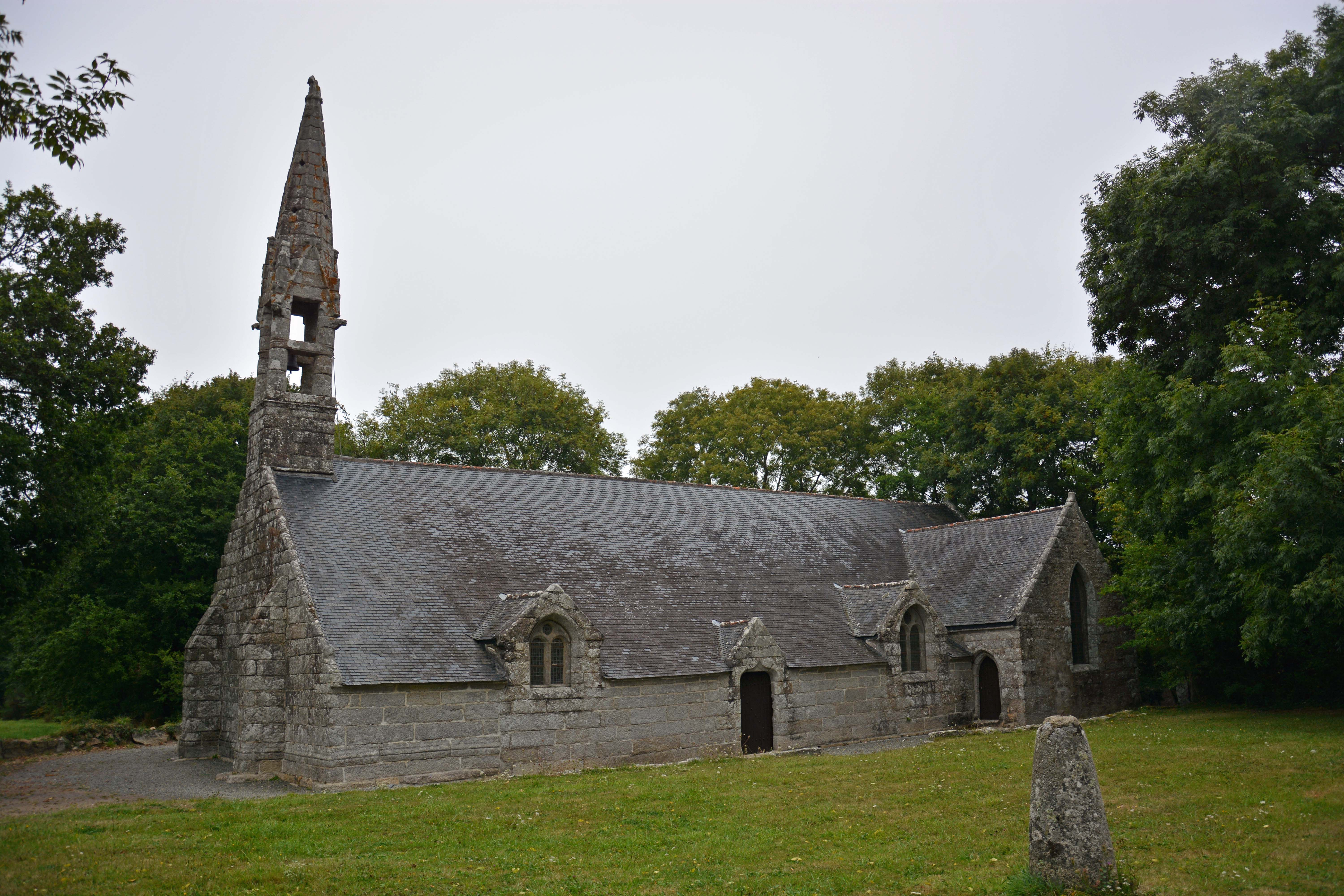
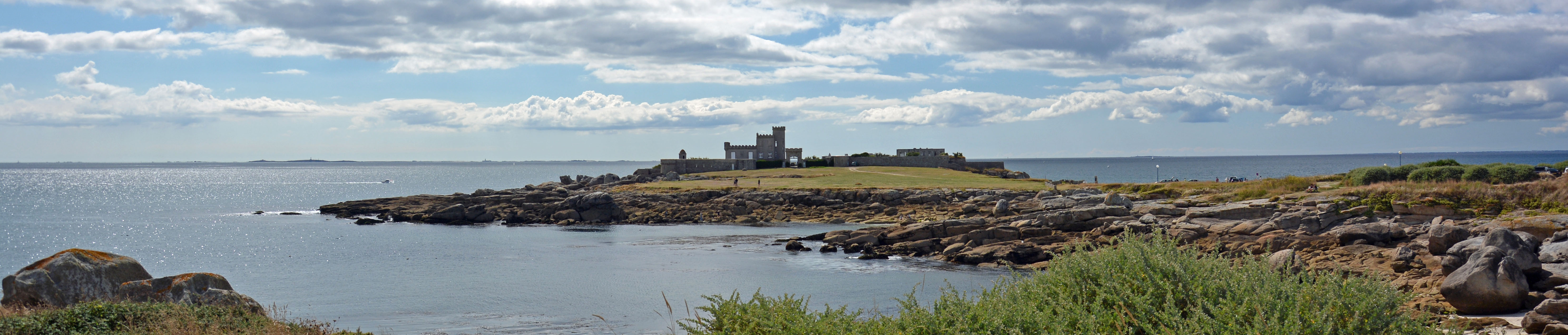